# 北克伦西亚
北克伦西亚是巴西巴拉那州的一个市镇。总面积914.764平方公里，总人口12235人，人口密度13.4人/平方公里。